# Курмаин (гора)
Курмаин — гора в хребте Карамурунтау на Южном Урале. Расположена на правом берегу реки Сакмара близ пос. Кондуровка. В 1936 г. палеонтолог В. Е. Руженцев на основе тщательного изучения ископаемой фауны южной оконечности горы Курмаин обосновал выделение сакмарского яруса пермской системы.
Восточный склон и вершина горы Курмаин сложены плитчатыми известняками. Геологический разрез переслаивающихся известняков и песчаников на южном и юго-западном склонах является стратотипом сакмарского яруса. С учетом складчатого залегания суммарная мощность слоев этого яруса, представленная в разрезе, составляет 900 м. Окаменелая фауна сакмарского яруса тщательно изучена и состоит из мелких раковин моллюсков (брахиопод, пелеципод, аммонитов), а также остатков таких морских животных, как мшанки и морские лилии. Здесь же встречаются микроскопические раковины фузулинид и радиолярий.

## Внешние ссылки
- А.А. Чибилев "Природное наследие Оренбургской области"